# Jean-Yves Leloup (journaliste)
Pour les articles homonymes, voir Jean-Yves Leloup et Leloup.
Jean-Yves Leloup, né le 3 avril 1968, est un journaliste, écrivain, commissaire d'exposition et animateur radio, spécialisé dans les musiques électroniques, la musique populaire, les arts numériques et les rapports son/image. Il mène parallèlement une carrière de musicien, de DJ, de designer et d'artiste sonore, notamment au sein du duo d'art sonore et de musique électronique RadioMentale, ainsi que le projet collectif Quiet Voices.

## Carrière
Journaliste à partir de 1988, Jean-Yves Leloup commence sa carrière notamment au sein de Radio FG. Il y anime successivement les émissions « Happy Hour », « RadioMentale », « Global Techno » et « Audio ».
Il devient rédacteur en chef de la station de radio jusqu'à son départ en 2002. Au cours des années 2000 et 2010, il assure des chroniques musicales dans différentes émissions sur Radio Nova, une émission mensuelle de création radiophonique, Radiomentale, sur Radio Grenouille, sans oublier quelques créations radiophoniques pour France Culture (notamment au sein de l'Atelier de Création Radiophonique).
Depuis le début des années 1990, ses articles ont été publiés dans des magazines et des revues comme Coda (dont il assure la rédaction en chef aux côtés de Jean-Philippe Renoult de 1996 à 1998), Actuel, Libération, Hémisphère Son, Self-Service, Crash, Le Magazine Littéraire, Jazzman, Tsugi, Trax, Remix, L’Affiche, Epok, Crash, Beaux-Arts, Le Journal des Arts, Charles ainsi que le webmagazine Culture Mobile (Penser la société du numérique).
Au cours des années 1990, parallèlement à sa carrière dans la radio, il est actif dans l’univers de l’art vidéo et de l'art contemporain, en participant aux collectifs A Bao A Qou et Bureau Des Vidéos, qui distribuent, publient et programment alors des vidéos d'artistes. À partir du début des années 2000, cet engagement dans la sphère de l'art se perpétue sous la forme d'une activité de commissaire d'exposition dans le cadre d'événements dédiés au son et à la musique, comme la série d'expositions Global Tekno, (organisées successivement à l'American Center et au Passage de Retz à Paris, à la Galerie pour la vie du CAPC de Bordeaux ou au sein de La Beauté à Avignon en 2000), les dispositifs d'écoute sonore, l'Audiolab (2001-2003) et L'Écouteur (2014-2016), l'exposition ElectroSound à l'Espace Fondation EDF à Paris (2016) ainsi que l'exposition itinérante Electro : de Kraftwerk à Daft Punk présentée à la Philharmonie de Paris (2019), à la Biennale de Venise (2019), au Design Museum de Londres (2020) et au Kunst Palast de Düsseldorf (2021-2022).
En tant que professeur et chargé de cours, il donne de nombreuses conférences en France et à l'étranger et enseigne à Paris la notion de « mise en scène sonore " et l'histoire des musiques électroniques au sein de l’ISTS (Institut Supérieur des Techniques du Son) ainsi qu'entre 2021 et 2022, la critique et le journalisme musical dans le cadre du master 2 de journalisme culturel à l’Université de la Sorbonne Nouvelle.
En tant qu'artiste sonore, il débute à partir de 1992 avec Éric Pajot, le duo de DJ et d’artistes sonores RadioMentale, qui exerce ses activités aux côtés de commissaires d’exposition, d’agences de communication, de plasticiens, d’écrivains ou de cinéastes pour lesquels ils signent de nombreuses créations et bandes-son.
À partir des années 2000, en duo avec Radiomentale (avec Eric Pajot) et L-R (avec Jean-Philippe Renoult), ou au sein du projet collectif Quiet Voices qu'il a fondé, il compose une série de pièces et d’environnements sonores diffusés sur les antennes de France Musique, France Culture, Radio FG et Radio Grenouille, ou conçus à l'occasion de manifestations artistiques et d'expositions, au Palais de Tokyo, au Centre Georges Pompidou, à la documenta X à Cassel, au MUDAM, à la Fondation Cartier, à la Gaîté-Lyrique ou à la Cité de la Musique, sans oublier de nombreux clubs et festivals musicaux.
En groupe, en duo comme en solo, son travail, qui puise parfois dans l’esthétique et la mémoire cinématographique, tout en s’inspirant de la musique ambient, de la musique électroacoustique et du sound art, se développe généralement autour de l'idée de bande-son, entre abstraction et fiction, de récits ouverts, d'environnement et de paysage sonore, dans lequel l’auditeur est invité à se projeter.